# Громадянство Молдови
Громадянство Молдови, відповідно до 17-ї статті конституції країни, набувається, зберігається або втрачається тільки відповідно до умов, передбачених органічним законом. Ніхто не може бути довільно позбавлений громадянства або права змінити його. Громадяни Молдови не можуть бути видані іншій державі або вислані із країни. Іноземні громадяни та особи без громадянства можуть бути видані іншій державі лише на підставі міжнародної угоди або на умовах взаємності за рішенням суду.

## Закон про громадянство
5 червня 1991 був прийнятий закон «Про громадянство Республіки Молдова». Він набув чинності 9 липня того ж року. 18 липня 2003 року опубліковано зміни та доповнення до Закону про громадянство Молдови. Зміни стосуються можливості набуття громадянами Молдови громадянства іншої країни без втрати громадянства Молдови.
З 23 грудня 2009 року усім державним службовцям дозволено мати громадянство іншої країни окрім громадянства Молдови. Раніше, 7 грудня 2007 року, для цієї категорії громадян таке право було скасовано.

## Способи набуття
Відповідно до органічного закону громадянами Молдови є:
- Особи, які проживали станом на 28 червня 1940 року на території Бессарабії, півночі Буковини, округу Херца та МАРСР, та їхні нащадки, якщо вони на день прийняття цього Закону проживали на території Республіки Молдова.
- Особи, що народилися на території республіки або хоча б один із батьків чи предків яких народився на названій території, якщо вони не є громадянами іншої держави.
- Особи, які одружилися до 23 червня 1990 року з громадянами Республіки Молдова або з їх нащадками, та особи, які повернулися до країни на заклик Президента Республіки Молдова або Уряду республіки.
- Інші особи, які до прийняття Декларації про суверенітет Республіки Молдова, включаючи день її прийняття — 23 червня 1990 року, мали постійне місце проживання на території Республіки Молдова та постійне місце роботи або інше легальне джерело існування, приймають самостійне рішення про вибір громадянства до 1 вересня 1993 року.
- Особи, які набули громадянства Республіки Молдова відповідно до цього Закону. Для цього треба прожити в Республіці Молдова щонайменше 10 років.

Громадянство Республіки Молдова підтверджується паспортом чи посвідченням особи. За необхідністю дипломатичні представництва чи консульські установи Республіки Молдова видають громадянам документи, що підтверджують громадянство Республіки Молдова, які перебувають її межами.
Громадяни Республіки Молдова, незалежно від підстав набуття громадянства, мають однаково всі соціально-економічні, політичні та особисті права і свободи, проголошені та гарантовані Конституцією та іншими законами Республіки Молдова. Лише громадяни Республіки Молдова мають право в установленому законом порядку обирати та бути обраними, обіймати публічні посади та брати участь у референдумах. Громадяни Республіки Молдова зобов'язані дотримуватися Конституції та інших законів Республіки Молдова, сприяти зміцненню її могутності та авторитету. Держава зобов'язана захищати законні права і свободи громадян Республіки Молдова, забезпечувати їхню рівноправність у всіх галузях економічного, політичного, соціального та культурного життя.
Громадяни Республіки Молдова користуються захистом своєї держави. Держава є відповідальною перед своїми громадянами, а громадяни Республіки Молдова відповідальні перед державою. Громадяни Республіки Молдова користуються захистом та заступництвом своєї держави та не можуть бути видані іншій державі. На території іншої держави громадянин Республіки Молдова користується захистом та заступництвом держави Республіка Молдова. Держава, її дипломатичні представництва та консульські установи, а також її посадові особи зобов'язані вживати заходів до того, щоб громадяни Республіки Молдова мали можливість користуватися повною мірою всіма правами, що надаються законодавством країни перебування, міжнародними договорами, сторонами яких є Республіка Молдова та країна перебування, та загальноприйнятими нормами міжнародного права, захищати в установленому законодавством порядку їхні права та інтереси, що охороняються законом, а за необхідності сприяти відновленню порушених прав громадян Республіки Молдова.